# Georges Dampt
Georges Dampt, né à Auxerre le 28 juillet 1858 et mort à Paris 5e le 15 mars 1886, est un homme de lettres français.
Rédacteur au Voltaire et à la Revue politique et littéraire, il fut secrétaire particulier de Paul Bert, alors ministre de l'Instruction publique.
Il est inhumé au cimetière du Père-Lachaise (53e division).

## Œuvres
- Dans la salle, monologue, Paris, Tresse, 1885
- Eugène Delacroix : à propos de la dernière exposition de ses œuvres, Paris, Tresse, 1885
- Mademoiselle Valérie, roman, préface de Jules Lemaître, Paris, Lemerre, 1887